# تيد فاهي
تيد فاهي (بالإنجليزية: Ted Fahey)‏ هو لاعب اتحاد الرغبي أسترالي، ولد في 7 يوليو 1888 في سيدني في أستراليا، وتوفي في 23 أغسطس 1950.